# Музей азербайджанской культуры имени Мирзы Фатали Ахундова
Музей азербайджанской культуры имени Мирзы Фатали Ахундова — учреждение культуры Тбилиси.
Основным направлением деятельности музея является сохранение, представление и пропаганда в Грузии азербайджанской культуры, культурного наследия азербайджанского народа. Проводятся встречи, выставки и другие культурные мероприятия. Музей является участником культурных мероприятий в других странах.

## История

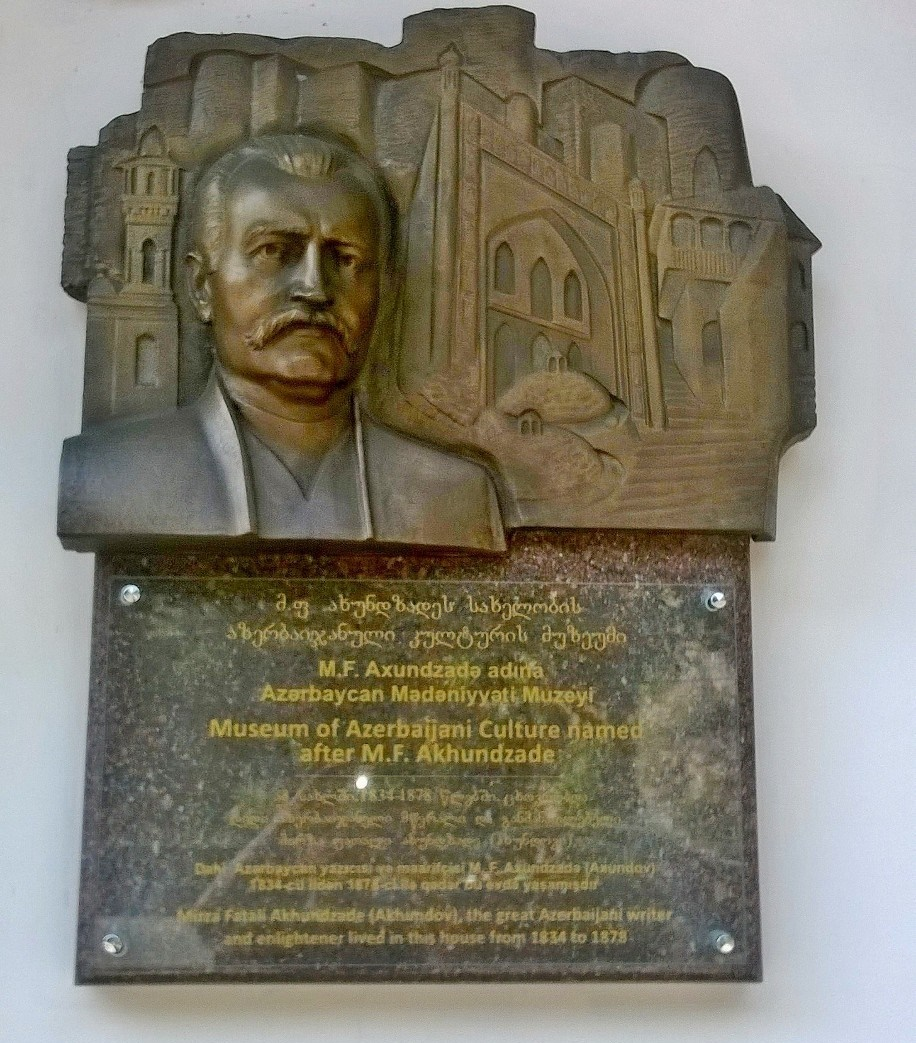
Мемориальная доска на фасаде музея

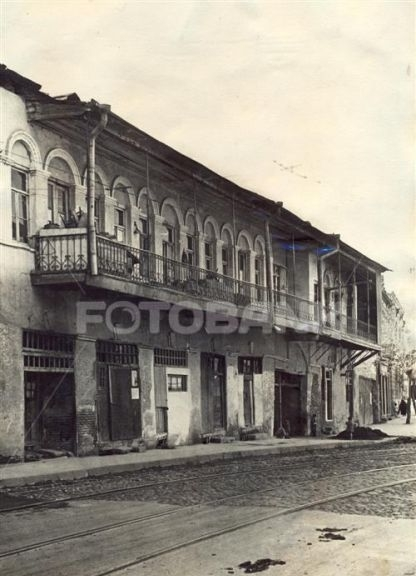
Исторический дом Ахундова

Музей создан в 1982 году в ответ на обращения азербайджанской интеллигенции Грузии в историческом здании, построенном на средства Мирзы Ахундова, ещё при жизни хозяина бывшего местом культурных встреч.
Первоначально функционировал как дом-музей классика азербайджанской литературы М. Ф. Ахундова (1812—1878).
Во время гражданской войны в Грузии, с 1991 по 1993 год музей приостановил свою работу и был вновь открыт в 1993 году. В 1996 году музей посетил Гейдар Алиев.
В 2007 году получил статус Музея азербайджанской культуры им. М. Ф. Ахундова.
В 2013 году при финансовой поддержке правительства Азербайджана музей был капитально отремонтирован и реконструирован. 8 мая 2013 года музей был вновь торжественно открыт в присутствии премьер-министра Грузии Бидзины Иванишвили и министров правительства Грузии.
6 мая 2014 года музей посетил Президент Азербайджана Ильхам Алиев.
Музей получил премию на международном конкурсе «Архитектурная премия 2014»

## Общие сведения
С мая 2013 года музей представляет собой культурный центр, объединяющий библиотеку, галерею современного искусства «Дом Ахундова», литературное кафе «Месье Иордан», Музей азербайджанской культуры и винный погреб.
При музее действует библиотека литературы на азербайджанском языке.
При музее организованы курсы ковроткачества, музыки, мугама, рисования и азербайджанского языка.

## Экспозиции
Действуют 6 экспозиционных залов. В залах представлены экспонаты древней и самобытной азербайджанской культуры — национальная одежда, предметы ремёсел, украшения, азербайджанские национальные музыкальные инструменты; личные вещи, фотоматериалы и документы о жизни и творчестве Мирзы Фатали Ахундова. Воссозданы гостиная и кабинет писателя, а также его восковая фигура.
Отдельный зал посвящен культурным связям народов Грузии и Азербайджана. При музее организован литературный «Меджлис мудрейших», продолжающий работу литературного меджлиса Мирзы Шафи Вазеха «Дивани-Хикмет» 1820—1830 годов.

## Галерея

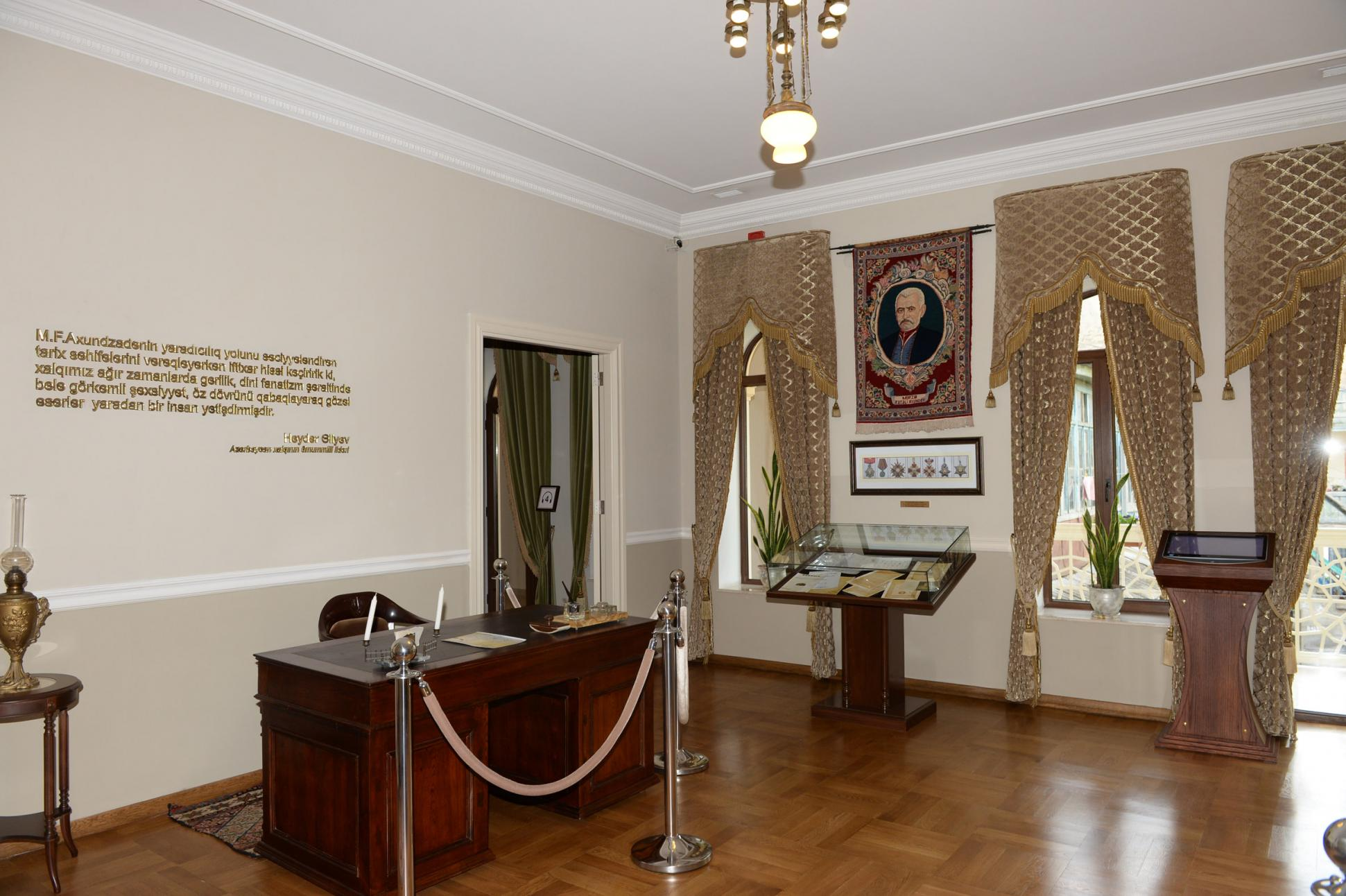
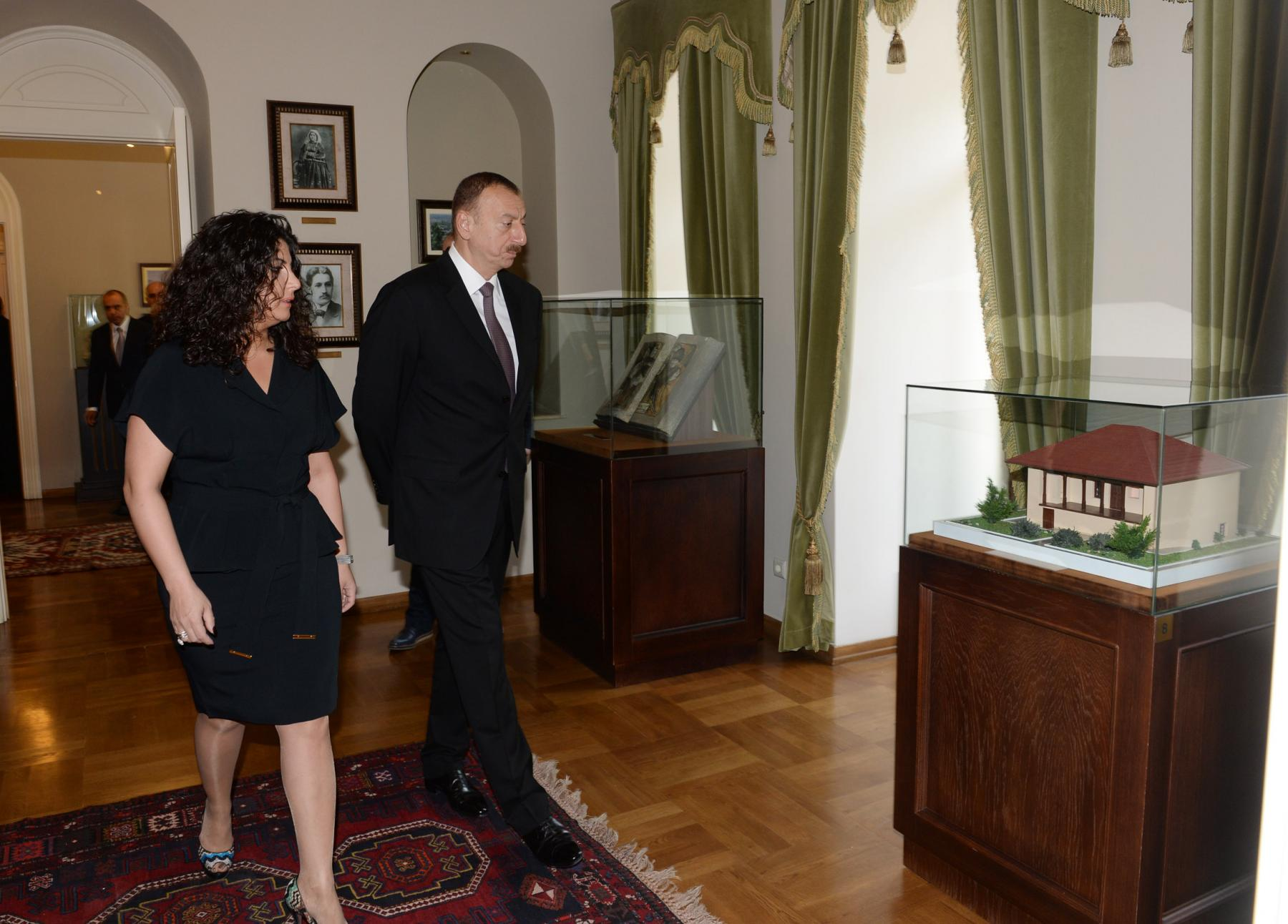
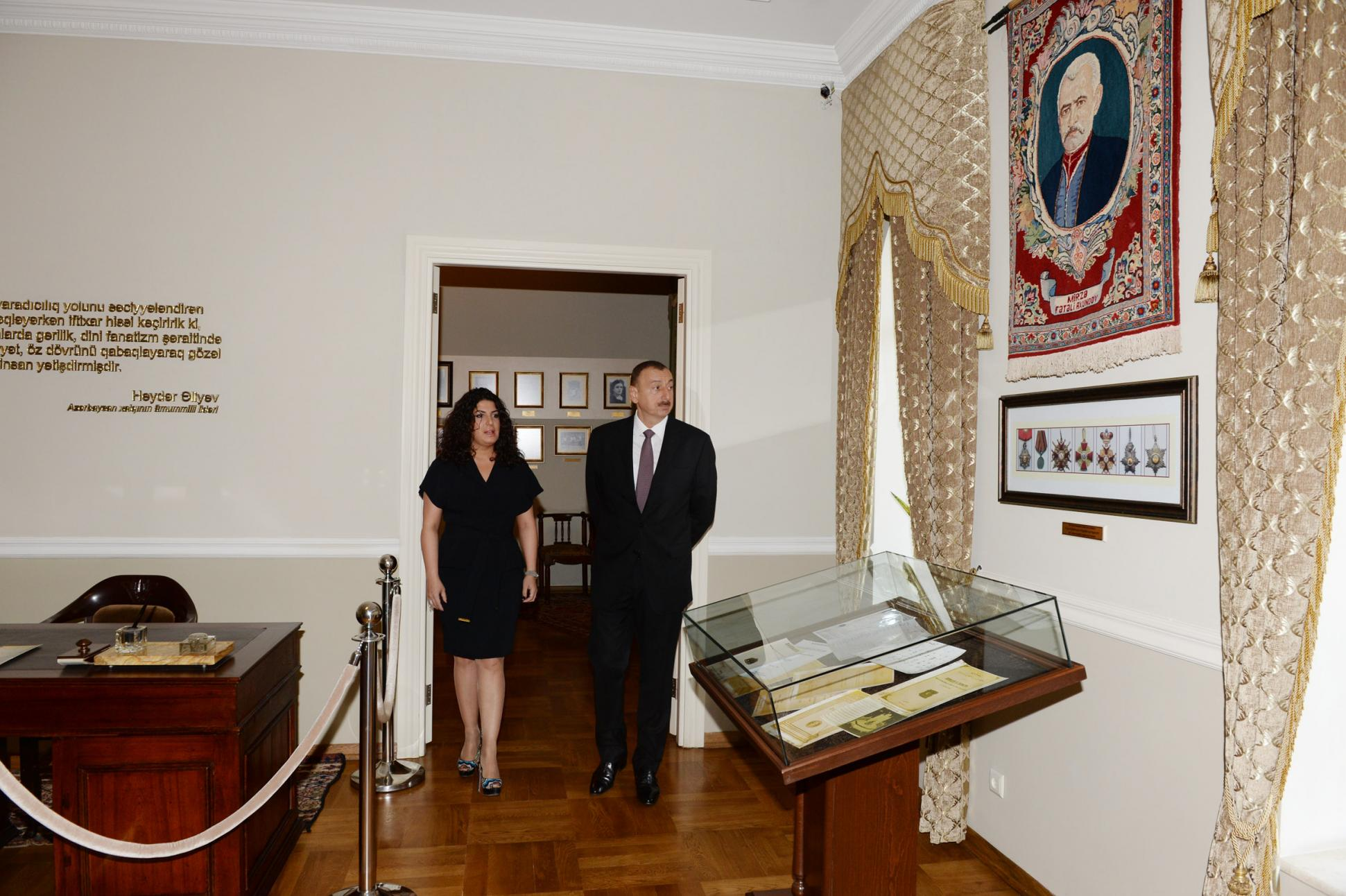
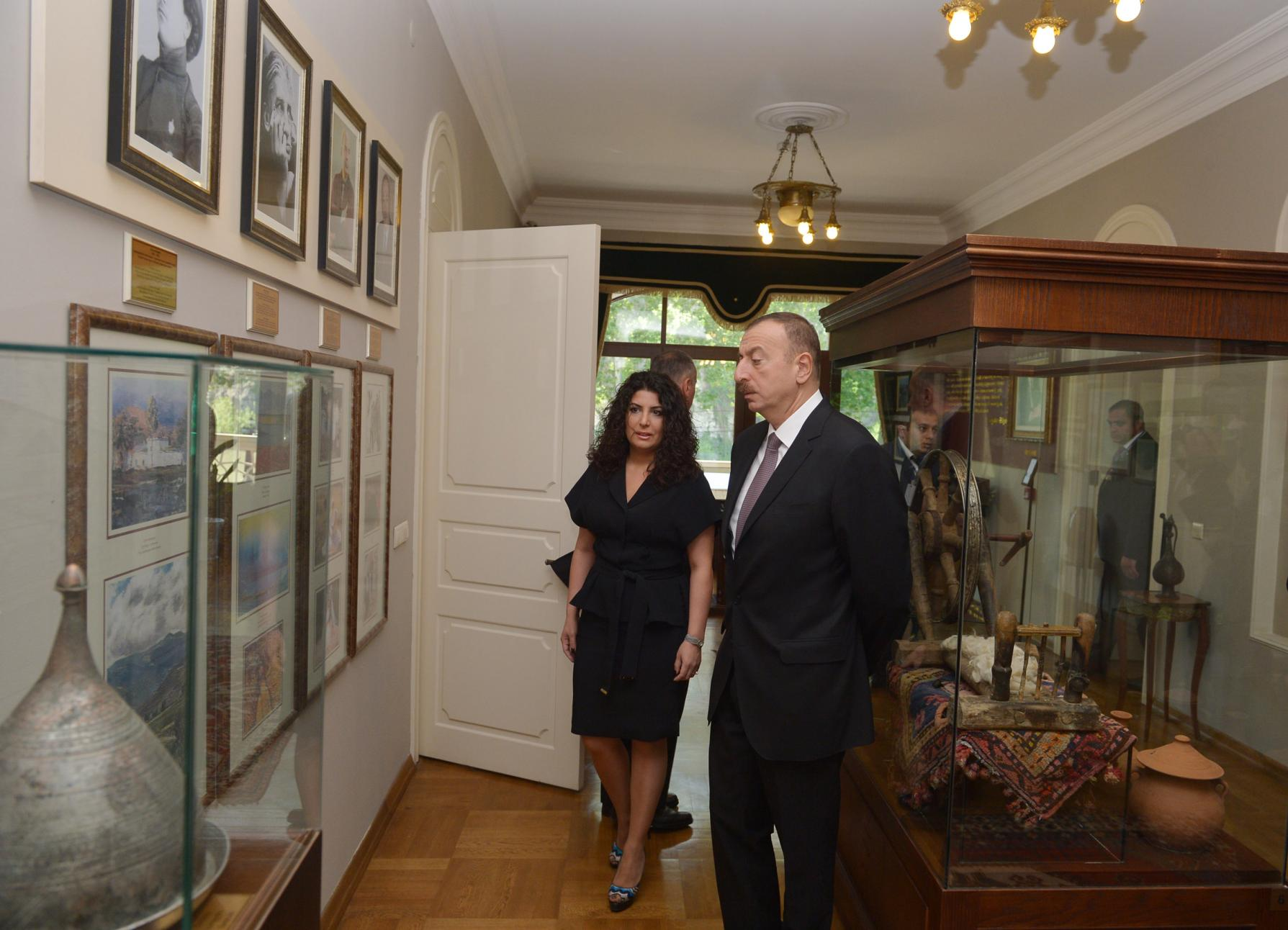